# Helius mirificus
Helius mirificus är en tvåvingeart som beskrevs av Alexander 1953. Helius mirificus ingår i släktet Helius och familjen småharkrankar.
Artens utbredningsområde är Vanuatu. Inga underarter finns listade i Catalogue of Life.